# سیارک ۴۲۴۷۹
سیارک ۴۲۴۷۹ (به انگلیسی: 42479 Tolik، نامگذاری:1981SE7) چهل و دو هزار و چهارصد و هفتاد و نهمین سیارک کشف شده‌است که در ۲۸ سپتامبر ۱۹۸۱ کشف شد.